# The Lost World: Jurassic Park (игра, PlayStation и Saturn)
The Lost World: Jurassic Park — видеоигра жанра Action-платформер, разработанная компанией DreamWorks Interactive и выпущенная компанией Electronic Arts для приставки PlayStation в 1997 году. В том же году была адаптирована компанией Appaloosa Interactive и выпущена компанией Sega для приставки Sega Saturn. Позднее игра переиздавалась для PlayStation в сериях Greatest Hits (1 января 1998 года), Platinum (1 января 2000 года) и Classics (7 июля 2000 года). Основана на романе Майкла Крайтона «Парк юрского периода».

## Выпуск
В 1997 году был выпущен популярный научно-фантастический фильм Стивена Спилберга «Парк Юрского периода: Затерянный мир», что послужило почвой для создания множества одноименных видеоигр, в том числе и для PlayStation. DreamWorks начала работу над игрой в марте 1996 года, не имея под рукой сценария фильма, однако зная, что с книгой фильм будет иметь не очень много общего. Поэтому сюжет The Lost World: Jurassic Park сильно отличается как от книги, так и от фильма: в игре была оставлена лишь основная идея — приключения в мире динозавров. И хотя компания получала некоторые материалы со съёмочной площадки фильма, большую часть разрабатывали они самостоятельно.
Сначала в разработке игры принимало участие лишь двое человек, впоследствии же команда насчитывала от 19 до 22 участников, среди которых были и люди с опытом работы в кинематографе, и ранее работавшие на другие фирмы-разработчики видеоигр. Так, например, аниматор Дерек Нансен и продюсер Патрик Гилмор ранее работали на Virgin и Disney, в том числе над игрой The Jungle Book.
Во время работы над игрой Стивен Спилберг часто интересовался продвижением разработки, а также сам посещал разработчиков, в том числе вместе со своими детьми, и сам пробовал играть в ещё незавершённую версию The Lost World: Jurassic Park. Кроме того, Спилберг и сам принимал участие в создании игры, давая советы по ходу её разработки, в первую очередь в визуальном плане.

## Геймплей

Кадр из одного из поздних уровней

Несмотря на то, что 3D-игры становились в то время всё более популярными, DreamWorks решила делать игру двухмерным Action-платформером с трёхмерными героями и частично трёхмерным окружением. Это было обусловлено как особенностями игрового процесса, так и более лёгкой технической реализацией двухмерной игры. Действие игры, как и в книге, и в фильме разворачивается на острове Сорна — соседнем с островом Нублар, на котором происходили события первой части книги и фильма. После крушения парка и исследовательского центра динозавры, вопреки ожиданиям учёных, не вымерли, а адаптировались к дикой природе. Всего в игре встречается 20 разных видов динозавров.
Всего The Lost World: Jurassic Park состоит из 30 уровней, объединённых в пять групп по протагонисту. Так, первые 9 этапов игроку предстоит управлять компсогнатом, следующие 6 — охотником Джей Хаммонтом, затем 6 уровней предстоит пройти в роли велоцираптора, ещё 7 — тираннозавром и последние 3 — Сарой Хардинг — последним человеком, спасающимся со смертельных островов. В зависимости от того, кем управляет игрок, отличается и геймплей, и управление главным персонажем. Так, например, охотник и Сара Хардинг вооружены целым арсеналом стрелкового оружия, самый небольшой компсогнат является в то же время и самым ловким, велоцираптору необходимо постоянно охотиться, чтобы поддерживать силы, а тираннозавр самый неуклюжий и медленный из всех, зато и самый живучий и сильный. Кроме того, динозавры могут восстанавливать здоровье поедая своих жертв, а людям необходимо для этого разыскивать спрятанные по игровым локациям аптечки.
Цель каждого уровня — пройти его от начала до конца. В основном это наземные уровни, проходящие по джунглям острова или заброшенным зданиям, но есть и подводные уровни. Некоторые из этапов полностью состоят из сражений с боссом — особенно сильным противником. Кроме аптечек на протяжении игры можно найти и другие бонусные предметы — игровую жизнь, зуб, делающий динозавра более сильным, или изображение ДНК. Последние, будучи собранными полностью, позволяют прошедшему игру увидеть секретный видеоролик.

## Критика
| Сводный рейтинг       | Сводный рейтинг |
| Агрегатор             | Оценка          |
| --------------------- | --------------- |
| GameRankings          | 59,67 %         |
| Иноязычные издания    |                 |
| Издание               | Оценка          |
| EGM                   | 6,67/10         |
| Game Informer         | 5,5/10          |
| GamePro               | [ 6 ]           |
| GameRevolution        | C               |
| GameSpot              | 5,6/10          |
| IGN                   | 5/10            |
| OPM                   | [ 10 ]          |
| Entertainment Weekly  | B−              |
| The Video Game Critic | D               |
| Русскоязычные издания |                 |
| Издание               | Оценка          |
| «Игромания»           | [ 13 ]          |
| «Страна игр»          | 8/10            |

В полученных отзывах оценка The Lost World: Jurassic Park варьировалась от средних до положительных. Так, по данным сайта MobyGames средняя оценка игры на основе 8 рецензий составляет 56/100, Game Rankings указывает средней оценкой 59,67 %, а GameStats — 5,4/10. Большинство рецензентов положительно отзывались о графическом оформлении, музыке и звуковых эффектах, а основными минусами назывались проблемы с управлением и очень высокая сложность игры.

### Рецензии
- Достаточно высокую оценку 8/10 баллов игра получила в отзыве англоязычного сайта Absolute PlayStation от сентября 1997 года. Особой оценки удостоилась графика игры, являющаяся, по мнению рецензента, одной из лучших на тот момент на PlayStation, с такой плавной анимацией динозавров, что они кажутся настоящими. Также высоко были отмечены звуковые эффекты и музыка, создающие пугающую и напряжённую атмосферу. Отдельно была отмечена крайне высокая сложность игры.[18]
- Менее восторженно была встречена игра сайтом GameSpot, где приключения в мире динозавров в отзыве Райана МакДональда за 24 сентября 1997 года получили всего лишь 5,6 баллов из 10 и были названы соединением разочарования с разочарованием. При этом графическая сторона игры получила положительную оценку — по мнению автора, визуальные эффекты игры по качеству не уступают фильму. Так же и музыкально-звуковые эффекты были отмечены как лучшая сторона игры. Главными же минусами игры был назван утомительный игровой процесс, который вместе с завышенной сложностью и проблемами с управлением не позволяет насладиться игрой полностью.[19]
- Ещё менее высоко — в 5/10 баллов — игра была оценена в августе 1997 года на англоязычном новостном и информационном сайте IGN. По мнению рецензента, несмотря на удачную графику и разнообразный эффект, игра слишком мало выделяется на фоне других игр этого жанра, а крайне высокая сложность и проблематичное управление делают нормальное прохождение практически невозможным.[20]

## Прочие факты
- В связи с популярностью фильма игры с таким названием появились практически одновременно на различных платформах. Однако, только The Lost World: Jurassic Park на Sega Saturn является полностью идентичной версии на PlayStation. Так, Lost World на аркадном автомате представляет собой 3D-шутер со световым пистолетом, на Sega Genesis вышел action с видом сверху — «с высоты птичьего полёта», два разных двухмерных платформера вышли для портативок Game Boy и Sega Game Gear, а смесь гонок на мотоцикле с action-платформером была выпущена Tiger Electronics для своей ручной консоли Game.com. Кроме того, в том же 1997 году появился одноименный пинбол-автомат, а для Windows компания Dreamworks Interactive выпустила стратегическую игру Jurassic Park: Chaos Island.
- Композитором и дизайнером звука The Lost World: Jurassic Park являлся Майкл Джаккино[21] — американский композитор итальянского происхождения, лауреат премии «Оскар», создатель музыки ко многим популярным фильмам, телесериалам и видео играм. Среди других работ Джаккино: фильмы «Суперсемейка», «Миссия невыполнима 3», «Монстро», «Джон Картер»; видеоигры Mickey Mania, Gargoyles, Medal of Honor, The Simpsons Game, Call of Duty и многие другие.[22][23][24]